# Breitowoer Schwein
Das Breitowoer Schwein (russisch Брейтовская, transkribiert Breitowskaja) ist eine Mehrnutzungsschweinerasse aus Russland.

## Zuchtgeschichte
Die Rasse wurde in der Staatszuchtfarm Breitowo in der Oblast Jaroslawl gezüchtet, daher der Name. Ursprungsrassen waren Large White und Middle White aus Großbritannien, Dänische Landrasse aus Dänemark, Hängeohrenschweine aus Lettland und Litauen und Polesierschweine aus Weißrussland. 1948 wurde die Rasse offiziell anerkannt. Ursprünglich handelte es sich um ein Fettschwein, wurde jedoch umgezüchtet und wird heute als Mehrnutzungsschwein klassifiziert.

## Charakteristika
- mittelgroß
- Farbe weiß, selten schwarz-getigert (bunt)
- Kopf breit, aufgewölbt; große Hängeohren
- Brust breit und tief
- Rücken und Lende breit
- Haut hart und manchmal faltig, dichte Beborstung
- Fleisch hell, marmoriert, hoher Eiweißqualitätsindex (Verhältnis Tryptophan: Hydroxyprolin) von 8,60
- 2 × Ferkeln/Jahr bis zu einem Alter von 5 bis 6 Jahren
- Härte
- Anpassung an das Klima in Nordwestrussland
- Futtergenügsamkeit
- Gewicht Sauen 236 kg, Eber 297 kg
- Zeit bis 100 kg: 208 Tage

## Vorkommen
Es existieren 16 Eber- und 24 Sauenlinien.
Die Hauptzucht findet statt in Druschba in Sankt Petersburg, Gorodischtsche in der Oblast Pleskau, Drosdowski in der Oblast Smolensk und in der Oblast Jaroslawl. In vielen anderen Gegenden Russlands werden Breitowoer Schweine noch sowohl als Mutter- als auch als Vaterrassen gezüchtet.
1980 betrug die Gesamtzahl 65.800 Tiere.